# メディカルノート
株式会社メディカルノート（英語名：MedicalNote, Inc.）は、東京都港区に本社を置く日本の企業。2014年10月に梅田裕真と井上祥が共同で創業。
2015年3月に医療情報メディア「Medical Note」を立ち上げたのち、オンライン医療相談サービス「Medical Note医療相談」を立ち上げ、2020年10月からは医療機関のデジタルトランスフォーメーション（DX）をサポートする「Hospital Manager」を提供している。

## 概要
自身の医療課題をきっかけに、病院以外で信頼できる医療情報を得られる場がないことに課題を感じたエンジェル投資家の梅田 裕真と、医学教育や医療におけるコミュニケーションを研究テーマとしていた医師の井上 祥が共同で創業。「医師と患者をつなぐ」をビジョンに、2,400人超の医師・医療従事者と連携しながら、医療現場発の情報発信を行っている。
信頼できる医療情報を提供することを理念としており、医療情報メディア「Medical Note」のコンテンツは、すべて医師・医療従事者が監修。取り扱っている疾患数は2139（2020年5月）その中には、患者数が少なく大手サイトでは取り上げられないような希少疾患や難病も多く含まれている。
日本医学会前会長の医師・髙久史麿が特別顧問を、世界医師会／日本医師会名誉会長の横倉義武が医療アドバイザーとして在籍するほか、公益財団法人日本対がん協会をはじめとした医療団体や医療機関と業務提携を結ぶなど、医療業界との繋がりを深めている。

## 沿革

### 2014年
- 2014年10月30日：株式会社メディカルノート設立

### 2015年
- 2015年3月：医療情報メディア「Medical Note」を開始
- 2015年7月：ジャフコから2.5億円の資金調達[7][8]

### 2017年
- 2017年5月31日：アフラックと業務提携[9]

### 2018年
- 2018年3月27日：バンコク病院と業務提携[10]
- 2018年6月4日：ヤフーが運営する「Yahoo!検索」と連携し、検索結果に疾病情報を提供[11][12]
- 2018年10月9日：神奈川県横浜市の医療情報サイトと連携[13]
- 2018年11月1日：日本医学会元会長・髙久史麿氏が特別顧問に就任[14]

### 2019年
- 2019年2月9日：「Medical Note」スマートフォンアプリ版の提供開始[15]
- 2019年3月5日：「Medical Note」編集長に毎日新聞「医療プレミア」前デスクが就任[16]
- 2019年6月25日：東京海上ホールディングス株式会社と資本業務提携[17]

### 2020年
- 2020年4月30日：「今、医師が届けたい　新型コロナウイルス感染症（Covid19）最新情報」をオープン[18]
- 2020年7月7日：Googleと医療情報へのアクセスを支援する取り組みを開始[19][20]
- 2020年10月27日：医療機関DX支援に向けWeb予約等管理システム「Hospital Manager」の提供を開始[21]
- 2020年11月13日：世界医師会／日本医師会名誉会長 横倉義武氏がアドバイザーに就任[22]

## 主な運営サービス

### Medical Note
医療情報メディア。2,400名超の医師・専門家の協力のもと、最新のエビデンスや専門家の臨床経験に基づいた信頼できる医療情報の提供を行う。Google検索における「医療情報パネル」には同サービスの情報が提供されている。

### Medical Note医療相談
インターネットを通じて、専門医を中心とした医療従事者に相談ができるオンライン医療相談（遠隔健康医療相談）サービス。アフラック、東京海上日動、ユーグレナなどとも連携。ベネッセホールディングスやメルカリ、UUUM（ウーム）などが福利厚生として導入している。

### Hospital Manager
Web予約、事前問診、ビデオ通話／オンライン診療、決済をワンストップで実施する医療機関向け管理ツール。病院のデジタルトランスフォーメーション（DX）を支援。